# Хэ Фэншань

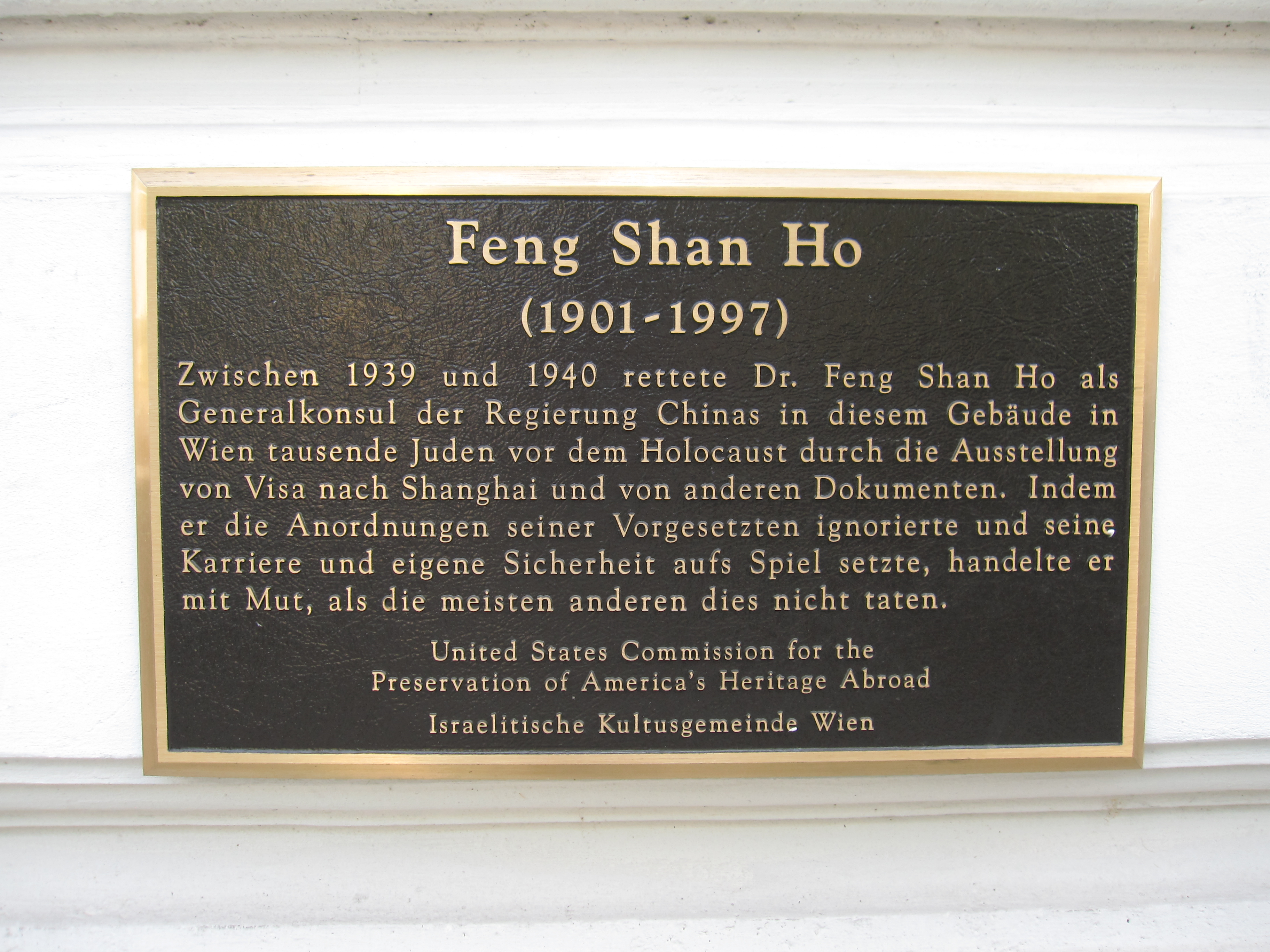
Мемориальная табличка, посвящённая Хэ Фэншаню, Вена, Австрия

Хэ Фэнша́нь (кит. трад. 何鳳山, пиньинь Hé Fèngshān; 10 сентября 1901, Иян, провинция Хунань, Китай — 28 сентября 1997, Сан-Франциско, США) — праведник мира (Яд Вашем, 2001), «китайский Шиндлер». В первые годы Второй мировой войны спас сотни (возможно — тысячи) евреев.

## Биография
Хэ Фэншань родился 10 сентября 1901 года в уезде Иян провинции Хунань в Китае. Его отец умер, когда ему было 7 лет. Тем не менее он окончил Школу Яли в Чанша и поступил в Йельский университет в Китае (англ. Yale-in-China University). Затем в 1926 году продолжил образование в Мюнхенском университете, где в 1932 году получил степень доктора политологии.

### Во время войны
Работая с 1938 по 1940 годы генеральным консулом Китая в Вене, выдал тысячи виз в Шанхай евреям. Визы в некоторых случаях были нужны им только как предлог, чтобы покинуть Австрию и спастись от преследований. Хэ делал это вопреки прямому приказу своего начальника — посла Китая в Берлине Чэнь Цзе, который требовал сократить количество выдаваемых виз.

### После войны
Был послом Китайской Республики (Тайвань) в нескольких странах. Хэ вышел в отставку в 1973 году, затем уехал в США и жил в Сан-Франциско.

## Признание заслуг
Сам Хэ не распространялся о своих заслугах, однако после его смерти о них стало известно. На бывшем здании консульства в Вене была установлена мемориальная табличка, а он сам удостоен звания праведника мира.